# 劉延嗣
劉延嗣（？—？），唐朝徐州彭城人，隋朝毗陵郡通守劉子將之孫，滁州刺史劉德智之子，劉德威的侄子。
劉延嗣在文明年间为润州司马，徐敬业作乱，率众攻打润州，劉延嗣与刺史李思文（徐思文）固守不降。不久城陷，徐敬业抓住刘延嗣，劝他投降，劉延嗣说：“延嗣世蒙国恩，当思效命，州城不守，多负朝廷。不能苟免偷生，累及宗族，岂能以一身之故，成就千载之辱？今日之事，得死为幸。”徐敬业大怒，将要斩杀他，其党魏思温相救获免，于是囚禁在江都狱。不久徐敬业事败，最后以劉延嗣是以裴炎的近亲，不得叙功，转任为梓州长史，再转任汾州刺史去世。宗族至刺史的有二十余人。